# Bactrocera pallida
Bactrocera pallida är en tvåvingeart som först beskrevs av Perkins och May 1949.  Bactrocera pallida ingår i släktet Bactrocera och familjen borrflugor. Inga underarter finns listade.